# Алвес, Матеус
Матеус Алвес Насименту (порт.-браз. Matheus Alves Nascimento более известный, как Матеус Алвес порт. Matheus Alves; род. 5 марта 2005, Сан-Висенти, Сан-Паулу) — бразильский футболист, атакующий полузащитник московского ЦСКА.

## Клубная карьера
Алвес — воспитанник клуба «Сан-Паулу». 21 января 2025 года в поединке Лиги Паулиста против «Ботафого Рибейран-Прету» он дебютировал за основной состав. 29 марта в матче против «Спорт Ресифи» он дебютировал в бразильской Серии А.
10 июля 2025 года Матеус Алвес перешёл в московский ЦСКА, подписав контракт до 2030 года. 21 июля в матче против «Оренбурга» (0:0) он дебютировал в РПЛ, выйдя на замену на 59-й минуте. 17 августа 2025 года в матче чемпионата России против «Динамо» (1:3) Алвес забил дебютный гол за ЦСКА, а также отметился голевой передачей на Милана Гайича.

## Статистика
| Выступление      | Выступление      | Выступление      | Чемпионат | Чемпионат | Кубки | Кубки | Международные | Международные | Другие | Другие | Итого | Итого |
| Клуб             | Лига             | Сезон            | Игры      | Голы      | Игры  | Голы  | Игры          | Голы          | Игры   | Голы   | Игры  | Голы  |
| ---------------- | ---------------- | ---------------- | --------- | --------- | ----- | ----- | ------------- | ------------- | ------ | ------ | ----- | ----- |
| Сан-Паулу        | Серия A          | 2025             | 8         | 0         | 1     | 0     | 4             | 0             | 2      | 0      | 15    | 0     |
| Сан-Паулу        | Итого            | Итого            | 8         | 0         | 1     | 0     | 4             | 0             | 2      | 0      | 15    | 0     |
| ЦСКА (Москва)    | Премьер-лига     | 2025/26          | 5         | 1         | 2     | 0     | —             | —             | —      | —      | 7     | 1     |
| ЦСКА (Москва)    | Итого            | Итого            | 5         | 1         | 2     | 0     | —             | —             | —      | —      | 7     | 1     |
| Всего за карьеру | Всего за карьеру | Всего за карьеру | 13        | 1         | 3     | 0     | 4             | 0             | 2      | 0      | 22    | 1     |

1. ↑  Кубок Бразилии, Кубок России.
2. ↑  Кубок Либертадорес.
3. ↑  Лига Паулиста.

## Достижения
Клубные
ЦСКА (Москва)
- Обладатель Суперкубка России: 2025